# ブガッティ・ディーヴォ
ディーヴォ（Divo）とは、ブガッティ・オトモビルが2019年から2021年の間に全世界40台限定で製造したハイパーカーである。
「ディーヴォ」という車名はかつてブガッティに乗り活躍したレーシング・ドライバーのアルベルト・ディーヴォ（Albert Divo）から採られている。

## 概要
シロンの派生モデルとして2018年8月24日に発表された。シロンと比較して、よりサーキット走行に仕向けたモデルとなっている。販売価格は500万ユーロ（約6億2600万円）。全世界で40台の限定販売だが、発表当日のうちに完売している。

### パワートレイン
エンジン形式はシロンと同じ8.0L W16クワッドターボエンジンで、スペックも最高出力1,500馬力、最大トルク163.2 kgmと変わりないが、各部で軽量化が図られており、車重はシロンより34 kg軽い1,961 kgとなっている。軽量化のため、センターコンソールとドアトリムの収納も省略されている。

### デザイン
デザインはブガッティ ビジョン グランツーリスモと同様、1930年代の名車ブガッティ・タイプ57SC アトランティーク・クーペにインスピレーションを受けたものとなっている。シロンとも似通ったスタイリングだが、より強力なダウンフォースを得るための改良が施されている。サスペンションのセッティングも異なっており、シロンに比べてネガティブキャンバ角を大きくし、スプリングレートも硬くなっている。

### 性能
概ねシロンと変わりないが、ダウンフォースの増加によりハンドリングが向上している。南イタリアのナルドにあるテストコースでは、シロンのラップタイムを8秒短縮した。